# Egret0.stanford.edu Hong Kong Movie Database
La Hong Kong Cinema Home Page and Searchable Database, alojada en egret0.stanford.edu/hk/ era una base de datos en línea de cine hongkonés que sentó las bases de posteriores bases de datos sobre la cinematografía de Hong Kong como la Hong Kong Movie Database (HKMDB), Hong Kong Cinemagic o LoveHKFilm.  

## Historia y miembros
La base de datos original fue iniciada por Brad Daniels, quien iba añadiendo en una lista información basada en discusiones aparecidas en el grupo de noticias alt.asian-movies, conjuntamente con otras listas e información que proporcionaban por separado Keith Allison, Hank Okazaki, Steve Spinalli y Dave Warner en el mismo grupo de noticias. 
Con el paso del tiempo el acceso a la información se hizo tan complicado que Daniels decidió unificarla en su propia lista (denominada The Hong Kong Movie List) que convirtió finalmente en base de datos en noviembre de 1994 bajo el nombre de Hong Kong Cinema Home Page and Searchable Database y mantenida por Joseph M(iguel) Fierro, antiguo estudiante del equipo EGRET (Energetic Gamma Ray Experiment Telescope) en la Universidad de Stanford (Palo Alto, California, EE. UU.).
Con la lista como base, se fueron añadiendo numerosos contribuyentes como Jerry Chan, que actualizaba semanalmente las diez películas más taquilleras del momento en Hong Kong, con importante información en chino; Kent Johnson, que proporcionaba información obtenida en los catálogos de vídeo de importación desde Hong Kong, y otros autores de sus propias bases de datos que accedieron a compartirlas, como Pablo Ishmael, Sheldon Kraicer, Darryl Pestilence y finalmente la supervisión del asesor Christopher Fu.
Entre 1995 y 1996 la base de datos se fue complementando con valiosos artículos sobre los premios de cinematografía del país, recaudaciones en taquilla y estrenos de la semana, noticias y necrológicas del mundo de cine hongkonés, que generalmente se obtenían traduciendo directamente de la prensa china.  
En 1997 la base de datos dejó de actualizarse y desapareció unos años después. La mayor parte de su contenido fue traspasado a la HKMDB y también muchos de sus miembros se trasladaron a la nueva base de datos.
- Datos: Q5820432